# Jonathan Culler
Jonathan Dwight Culler (* 1944) ist ein US-amerikanischer Anglist, Romanist, Komparatist und Literaturtheoretiker, der vor allen Dingen durch seine Arbeiten zum Strukturalismus und zur poststrukturalistischen Dekonstruktion international Aufmerksamkeit fand.

## Biographie
Culler studierte Komparatistik an der Harvard University und der University of Oxford. Von 1969 bis 1974 lehrte er Modern Languages an der University of Cambridge. Danach wurde er als Fellow an das Brasenose College in Oxford berufen und arbeitete an französischen Universitäten. 1975 bekleidete er eine Gastprofessur an der Yale University. 1988 war er Präsident der Semiotic Society of America. Zurzeit ist er Class of 1916 Professor of English and Comparative Literature an der Cornell University.
2001 wurde Culler in die American Academy of Arts and Sciences gewählt. Seit 2006 ist er Mitglied der American Philosophical Society. 2020 wurde er zum korrespondierenden Mitglied der British Academy gewählt.

## Wichtige Veröffentlichungen
Cullers in Oxford entstandene Dissertation wurde 1975 unter dem Titel Structuralist Poetics: Structuralism, Linguistics and the Study of Literature veröffentlicht. Sie gilt als maßgeblich für die Etablierung des Strukturalismus in der anglophonen Literaturwissenschaft und wurde mit dem James-Russell-Lowell-Preis der Modern Language Association ausgezeichnet.
Seine Veröffentlichungen zu Jacques Derridas Methode der Dekonstruktion (v. a. On Deconstruction, 1982) trugen in ihrem Bemühen, Derridas Denken systematisch zu fassen, dazu bei, diesen vom Ruch des Pseudophilosophentums, den er unter amerikanischen Akademikern zumindest teilweise besessen hatte, zu befreien. Von dekonstruktiver Seite wurden jedoch Einwände gegen verkürzt oder allzu harmonisierend dargestellte Sachverhalte geltend gemacht.
Einem weiteren Publikum wurde Culler durch seine Literaturtheorie: Eine kurze Einführung (1997) bekannt, die dadurch aus dem Feld der Lehrbücher heraussticht, dass sie in der Hauptsache nicht nach Schulen und Denkrichtungen geordnet, sondern in die wichtigsten Themengebiete eingeteilt ist.
In seiner großen Studie Theory of the Lyric (2015) befasst sich Culler mit der westlichen Lyriktradition von Sappho bis Ashbery und sucht Grundzüge der Gattung herauszustellen. Zwei in der Literaturwissenschaft vorherrschende Lyriktheorien werden kritisiert: Lyrik als intensiver Ausdruck der affektiven Erfahrung des Autors und Lyrik als fiktionale Darstellung des Sprechakts eines lyrischen Ichs. Beide Modelle sind, so Culler, äußerst einschränkend und ignorieren das, was das Besondere und Reizvolle an Lyrik ist.
In seinen neuesten Beiträgen wendet sich Culler gegen die vom französischen Strukturalismus eingeführte Idee, dass jede fiktionale Erzählung einen fiktiven Erzähler haben müsse.

## Publikationen (Auswahl)
- Structuralist Poetics: Structuralism, Linguistics, and the Study of Literature. Ithaca: Cornell University Press 1975. Neuausgabe London: Routledge and Kegan Paul (Routledge Classics) 2002.
- The Pursuit of Signs: Semiotics, Literature, Deconstruction. Ithaca: Cornell University Press 1981.
- On Deconstruction: Theory and Criticism after Structuralism. Ithaca: Cornell University Press 1982; dt. Dekonstruktion. Derrida und die poststrukturalistische Literaturtheorie. Reinbek bei Hamburg: Rowohlt 1999, ISBN 978-3-499-55635-7.
- Literary Theory: A Very Short Introduction. Oxford: Oxford University Press 1997; dt. Literaturtheorie. Eine kurze Einführung. (Reclam Universal-Bibliothek 18166) Stuttgart 2002, ISBN 3-15-018166-6.
- The Literary in Theory: Cultural Memory in the Present. Stanford: Stanford UP 2006, ISBN 978-0-8047-5374-6.
- Theory of the Lyric. Cambridge, MA: Harvard UP 2015.
- Some Problems Concerning Narrators of Novels and Speakers of Poems, In: Optional-Narrator Theory. Principles, Perspectives, Proposals. Hg. Sylvie Patron. Lincoln: University of Nebraska Press, S. 37–52.